# Dolna Dikanea, Pernik
Dolna Dikanea (în bulgară Долна Диканя) este un sat în comuna Radomir, regiunea Pernik,  Bulgaria. 

## Demografie
Componența etnică a satului Dolna Dikanea
     Bulgari (92,09%)
     Nicio identificare (7,9%)
     Altele (0%)
La recensământul din 2011, populația satului Dolna Dikanea era de 443 locuitori. Din punct de vedere etnic, majoritatea locuitorilor (92,09%) erau bulgari. Pentru 7,9% din locuitori nu este cunoscută apartenența etnică.